# ال‌جی شکلات ک‌جی۸۰۰
ال‌جی شکلات ک‌جی۸۰۰ (به انگلیسی: LG Chocolate (KG800))، یک‌نمونه از گوشی‌های تلفن همراه سری اروپا جی‌اس‌ام (به انگلیسی: Europe GSM (KG)) شرکت ال‌جی الکترونیکس می‌باشد که توسط همین شرکت به بازار عرضه شده‌است.